# Johan Hendrik Gallée

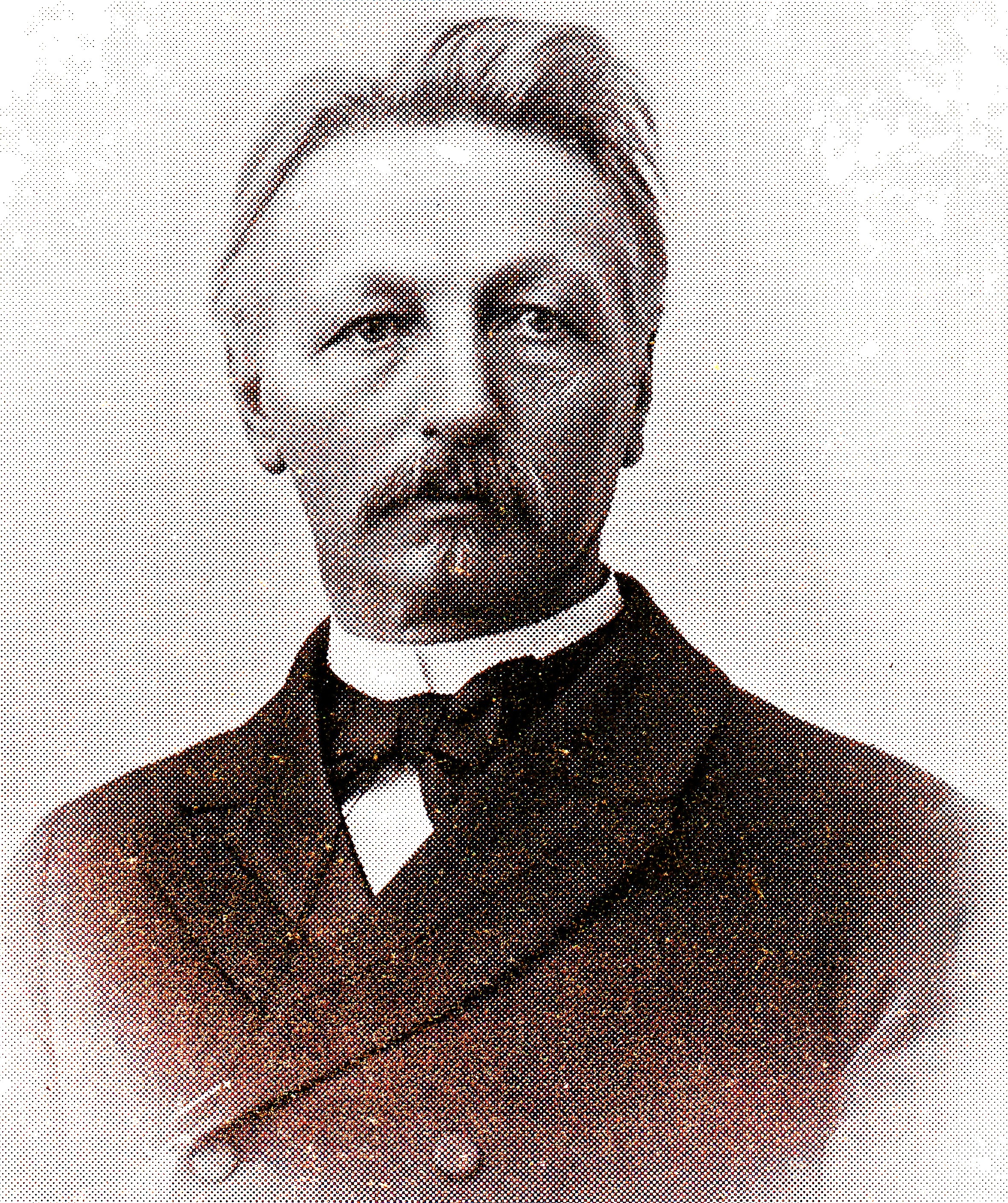
Johan Hendrik Gallée.

Johan Hendrik Gallée, född 9 september 1847 i Vorden, död 3 februari 1908 i Utrecht, var en nederländsk språkvetenskapsman. 
Gallée var från 1882 var professor i forngermanska språk och jämförande språkvetenskap vid universitetet i Utrecht. Förutom avhandlingar i olika tidskrifter utgav han Bijdrage tot de geschiedenis der dramatische verlooningen in de Nederlanden (1873), Academie en kerkeraad 1617–32 (1878), Gutiska (två delar, 1880–82), Altsächsische Laut- und Formenlehre, I: Die kleinern westfälischen Denkmäler (1878), Altsächische Grammatik (tillsammans med Otto Behaghel), I: Laut- und Flexionslehre (1891), Woordenboek van het Geldersch-Overijselsch dialect (1895). Han deltog i redaktionen av "Nomina geographica Neerlandica"  (1885 ff.) och dialekttidskriften "Onze volkstaal".

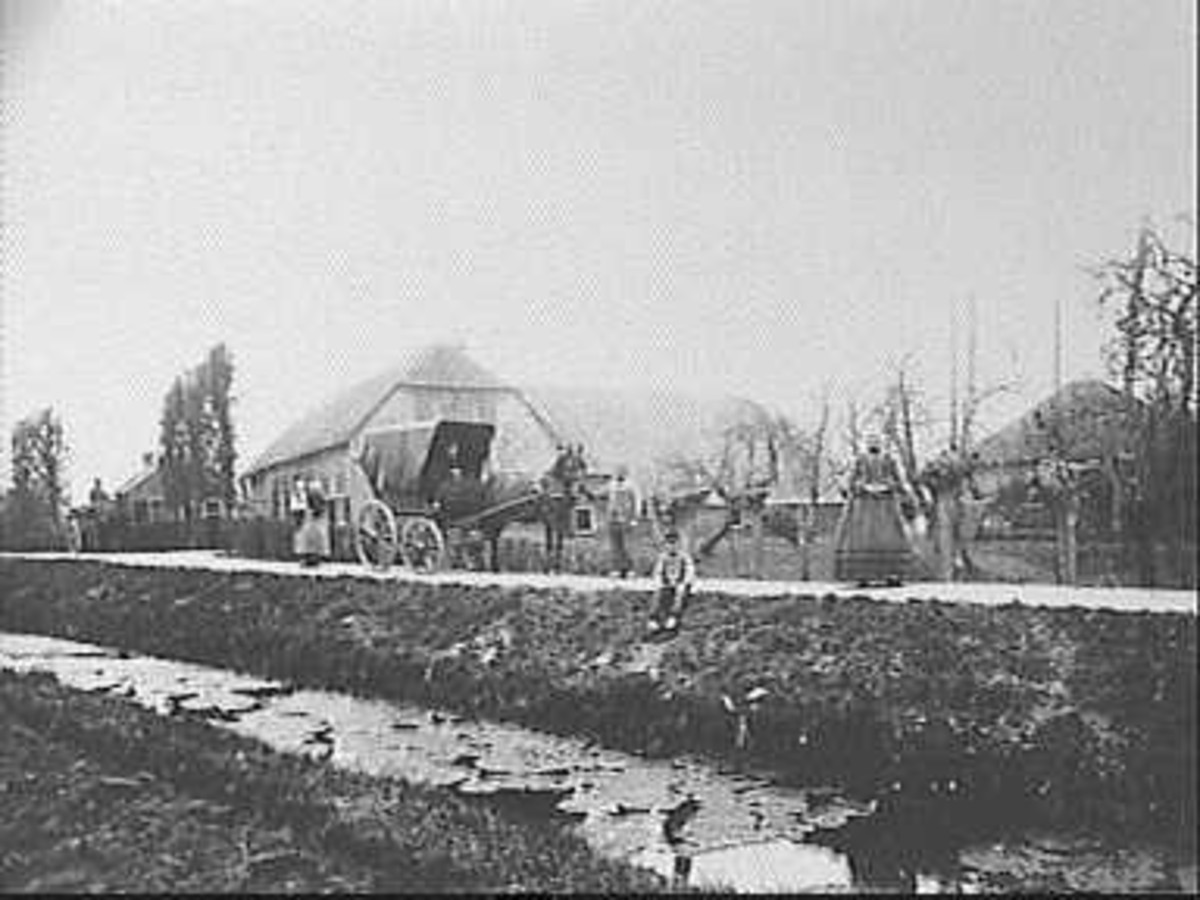
Breudijk
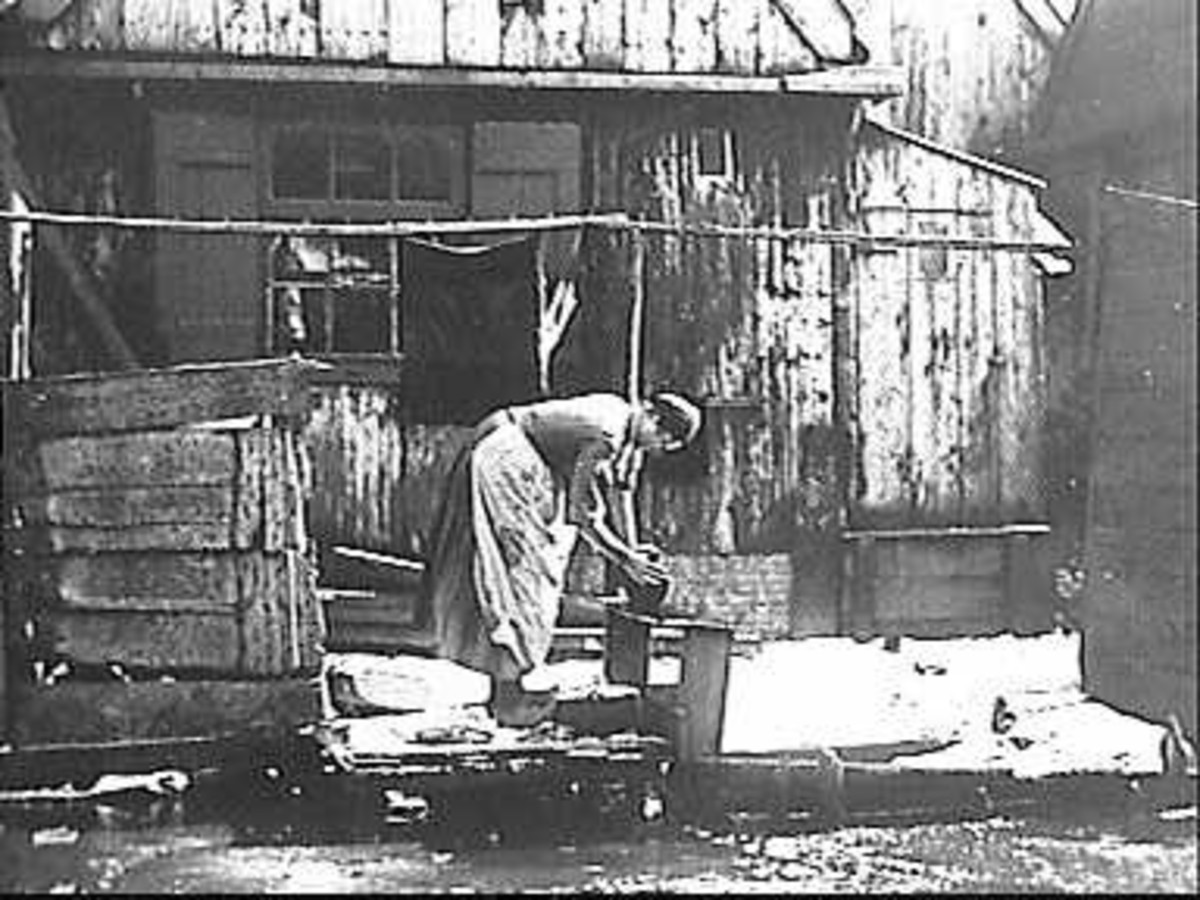
Volendam
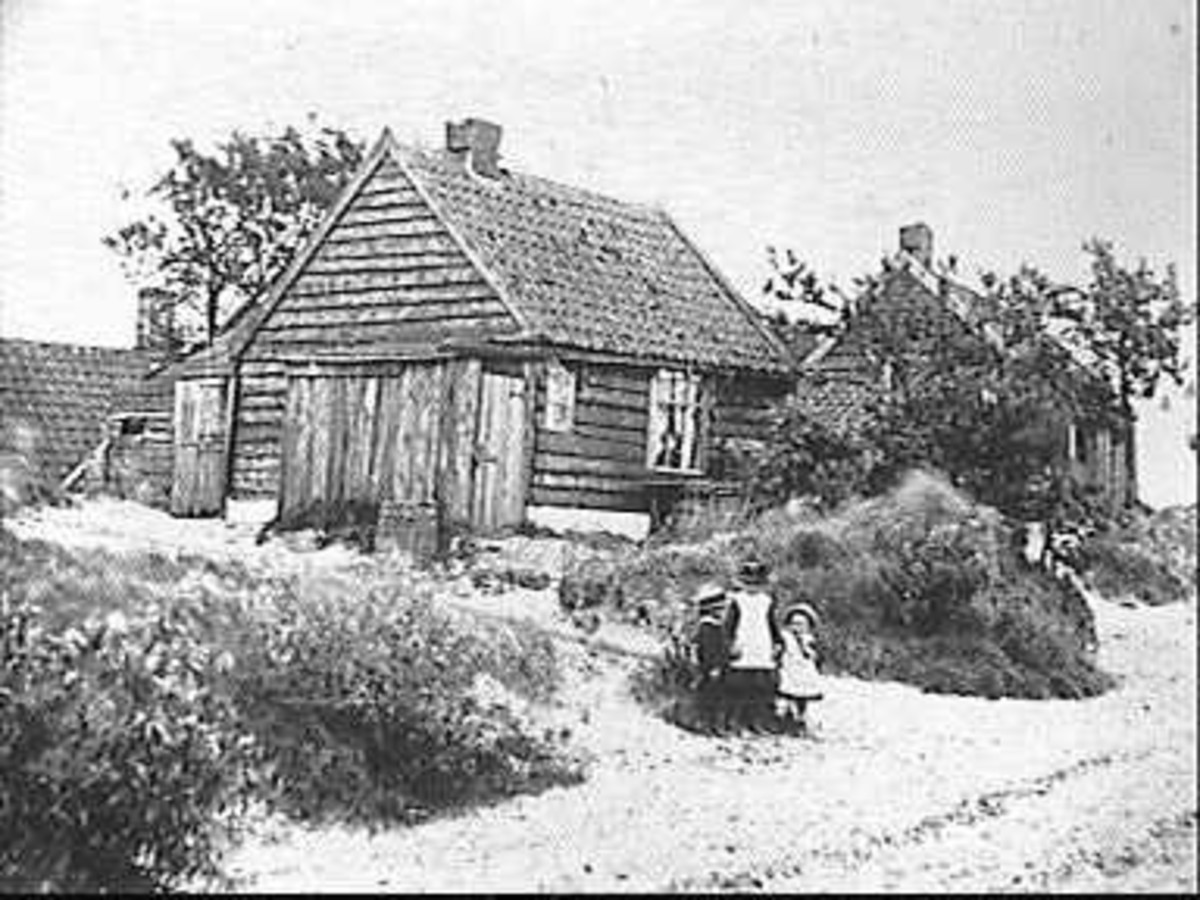
Fiskarens hus
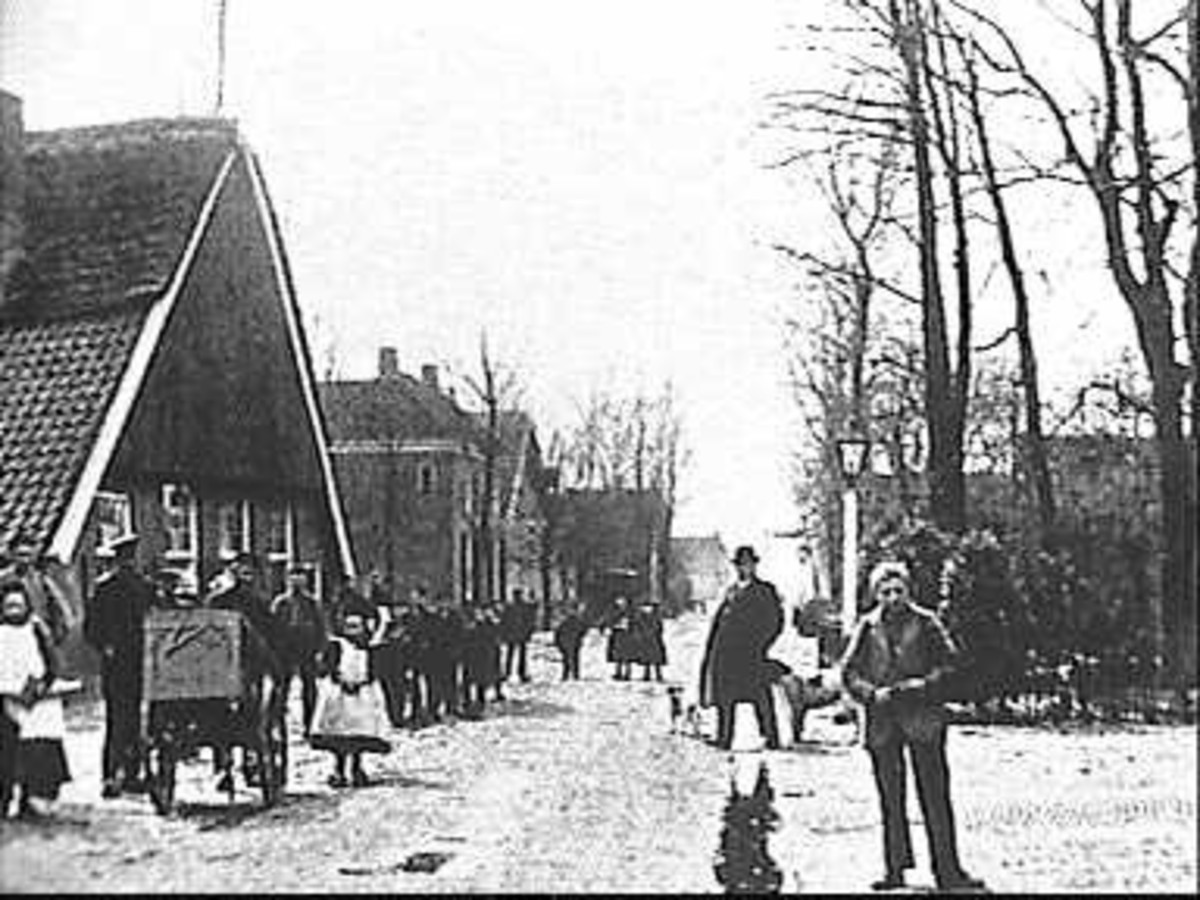
Vriezenveen